# I Gede Gita Purnama Arsa Putra
I Gedé Gita Purnama Arsa Putra, Bayu Gita o Gita Purnama (Bali: ᬕᬶᬢᬧᬸᬃᬦᬫ, 29 de octubre de 1985 - 25 de febrero de 2023) fue un escritor y profesor de literatura balinesa en la Universidad de Udayana .

## Obras
- Dendang Denpasar nyiur Sanur : antologi puisi. I. Nyoman Darma Putra, I. Gede Gita Purnama, A. A. Ngurah Oka Wiranata (Cet. 1 edición). Denpasar: Pemerintah Kota Denpasar bekerja sama dengan Arti Foundation. 2012. ISBN 978-979-1145-71-8. OCLC 830989753. (collection of poems)
- Dénpasar lan don pasar : pupulan puisi Bali modérn. I Nyoman Darma Putra, I Gedé Gita Purnama, A. A. Ngurah Oka Wiranata (Cetakan pertama edición). Denpasar. 2013. ISBN 978-602-7610-11-8. OCLC 933432547. (collection of poems)
- Angripta rum : antologi puisi Bali modérn. I. Gedé Gita Purnama (Citakan pertama edición). Tabanan. 2015. ISBN 978-602-7610-35-4. OCLC 935294314. (collection of poems)
- Tilem, poem
- Ngalih Sampi Galang Bulan, short stories on "Smara Réka"  Carma Citrawati's short story collection book(2014)[1]
- I Wayan Beratha, seniman Bali kelas dunia. I. Nyoman Darma Putra (Edisi pertama edición). Denpasar, Bali. 2014. ISBN 978-602-1586-25-9. OCLC 909476485.[1][2]